# ウエルシアホールディングス
ウエルシアホールディングス株式会社（英: WELCIA HOLDINGS CO.,LTD.）は、調剤薬局併設型ドラッグストアチェーンの運営を行う企業の持株会社。本社を東京都千代田区外神田2丁目2番15号のウエルシアビルに置く。子会社であるウエルシア薬局からの流れでイオングループに属する。

## 概要
2008年9月1日、ハピコム（旧イオン・ウエルシア・ストアーズ）のメンバーであるウエルシア関東（現：ウエルシア薬局）と元マツモトキヨシグループの高田薬局との共同出資により、共同持株会社としてグローウェルホールディングス株式会社を設立。ウエルシア関東で行っていたハピコムの活動は、同社に引き継いだ上で継続され、高田薬局がハピコムのメンバーに参画することになった。
2012年9月1日、ウエルシアホールディングス株式会社に商号変更した。
2022年2月期の売上高はグループ全体で1兆259億円となり、ドラッグストア業界で初となる売上高1兆円を達成した。
イオン主導によるツルハホールディングスとの経営統合計画が前倒しになり、2025年12月を目途にツルハホールディングスの完全子会社化となって、上場廃止されることが計画されている。

## 沿革
- 2008年
  - 3月14日 - ウエルシア関東株式会社（現:ウエルシア薬局株式会社）と株式会社高田薬局が株式移転により共同持株会社を設立し、経営統合することを発表。
  - 4月4日 - 株式移転計画書及び契約書を締結。設立される持株会社の社名を「グローウェルホールディングス株式会社」とすることを決定。
  - 8月26日 - ウエルシア関東株式会社の東京証券取引所市場第二部上場廃止。
  - 9月1日 - 両社の株式移転により、グローウェルホールディングス株式会社を設立し経営統合。同時に東京証券取引所市場第二部に上場。
  - 9月22日 - 同じハピコムのメンバーである寺島薬局株式会社に対して、ウエルシア関東株式会社を通じた株式公開買い付けを実施することを発表（買い付け期間:9月24日 - 10月30日）。
  - 11月11日 - 10月末で買付期間が終了し、寺島薬局株式会社を孫会社（ウエルシア関東株式会社の子会社）化。
- 2009年8月3日 - 株式会社イレブンを2010年3月に完全子会社することを発表。
- 2010年
  - 1月29日 - クオール及びメディセオ・Paltacを傘下に持つ流通グループのメディパルホールディングスと業務提携することを発表。
  - 3月1日 - 株式会社イレブンを完全子会社化。
- 2011年10月20日 - カルチュア・コンビニエンス・クラブと同社が運営するTポイント（現:Vポイント）サービスにおける業務提携契約を締結[注釈 1]。
- 2012年
  - 4月27日 - 東京証券取引所市場第一部に指定替え。
  - 9月1日 - 
    - 「ウエルシアホールディングス株式会社」に商号変更[4]。
    - 株式交換によりドラッグフジイを完全子会社し、同時に同社子会社のウエルシア関東株式会社へ吸収合併[7]。
- 2014年
  - 3月24日 - 京都府・滋賀県で食品スーパー事業を営む株式会社ジャンボなかむらが新設分割によって設立したウエルシア京都株式会社の全株式を同社から取得し完全子会社化（併せて、株式会社ジャンボなかむらが運営していた11店舗の資産及び店舗に関連した権利業務をウエルシア京都株式会社に継承）[8]。
  - 9月1日 - 同社子会社のウエルシア関東株式会社において、イオン株式会社が保有していた分の株式交換を行い完全子会社化すると同時に、ウエルシア関東株式会社を存続会社として、同社子会社の株式会社高田薬局、ウエルシア関西株式会社、ウエルシア京都株式会社を合併し、ウエルシア薬局株式会社に商号変更[9]。
  - 10月22日 - 株式公開買付けによるイオン株式会社との資本提携拡大[10] 並びにイオン株式会社が出資しているタキヤ・シミズ薬品を簡易株式交換により同社が完全子会社化する方針[11] を発表。同時に、CFSコーポレーションとの経営統合でも合意[12]。
  - 11月26日 - 決算期（事業年度の末日）を8月31日から2月末日に変更[注釈 2][13]。
  - 11月27日 - 前述の株式公開買い付けにより、イオン株式会社の連結子会社となる[14]。
- 2015年
  - 3月1日 - 前述の簡易株式交換によってタキヤ、シミズ薬品を完全子会社化し、同社の傘下企業となる[15]。
  - 9月1日 - CFSコーポレーションを株式交換により完全子会社化[16]。
  - 12月1日 - グループ会社の再編を行い、同社子会社のウエルシア薬局株式会社が同じく同社子会社のタキヤを吸収合併。
- 2016年
  - 3月1日 - 傘下のCFSコーポレーションでTポイントサービスへ移行することに伴い、グループの全店舗のポイントサービスが共通化される。
  - 3月29日 - グループ傘下の全店舗でのTマネーサービスの導入開始[17]。
  - 5月13日 - クスリのマルエとの資本・業務提携を締結。6月1日に株主が保有する株式の20%を譲り受けにより取得[18]。
  - 9月1日 - グループ会社の再編を行い、同社子会社のウエルシア薬局株式会社が同じく同社子会社の株式会社CFSコーポレーションを吸収合併[19]。
  - 11月1日 - CCCマーケティング株式会社との共同出資により、メーカー向けマーケティング支援事業を担うウエルシアリテールソリューション株式会社を設立[20]。
- 2017年9月1日 - 丸大サクラヰ薬局を株式取得により完全子会社化[21][22]。
- 2018年
  - 3月1日 - 一本堂を株式取得により完全子会社化[23]。
  - 12月1日 - 株式会社MASAYAを株式取得により完全子会社化[24]。
- 2019年
  - 3月1日 - グループ会社の再編が行われ、同社子会社のウエルシア薬局株式会社が同じく同社子会社の株式会社一本堂を吸収合併[25]。
  - 6月1日 - 金光薬品株式会社を株式取得により完全子会社化[26]。
  - 8月27日 - フランスのボタニカルビューティケアブランド「イヴ・ロシェ」の日本での独占販売に向け、親会社であるイオン株式会社との共同出資によりイオンレーヴコスメ株式会社を設立[注釈 3][27]。
- 2020年
  - 3月1日 - 同じイオングループであるユナイテッド・スーパーマーケット・ホールディングス（以下、U.S.M.Holdings）との間で、同社子会社のウエルシア薬局株式会社及びU.S.M.Holdings子会社のマルエツ、カスミ、マックスバリュ関東におけるヘルスケア・ビューティケアおよび家庭消耗品等の商品の共同調達に関する契約を締結[28]。
  - 3月2日 - 株式会社よどやを株式取得により完全子会社化[29]。
  - 6月1日 - 株式会社クスリのマルエの株式の31%を追加取得して子会社化[30]。
  - 7月1日 - 愛媛県を中心に調剤専門薬局を展開する株式会社ネオファルマーと株式会社サミット[注釈 4] の2社を株式取得により完全子会社化[31]。
  - 12月1日 - 福井県でホームセンターを展開する株式会社ホームセンターみつわとの資本業務提携により、同社の第三者割当増資によって発行された株式を取得[32]。
- 2021年
  - 3月1日 - 同社子会社のウエルシア薬局株式会社が、同じく同社子会社の株式会社ネオファルマー、株式会社サミットの2社を吸収合併[33]。
  - 12月1日 - 株式会社ププレひまわりと資本業務提携を締結するとともに、株式取得により子会社化[34]。
- 2022年
  - 4月4日 - 東京証券取引所の市場区分の見直しにより、市場第一部からプライム市場へ移行。
  - 4月7日 - 2022年2月期決算で、ドラックストア初の売上高1兆円を達成[35]。
  - 6月1日 -
    - 同社子会社のウエルシア薬局株式会社が、同じく同社子会社の金光薬品株式会社を吸収合併[36]。
    - コクミン及び株式会社フレンチと資本業務提携を締結するとともに、株式取得により子会社化[37][38]。コクミンの子会社化により、グループ全体でこれまで未展開だった北海道へ進出。

  - 9月1日 - 同社と同じイオングループであるイオン九州との合弁により、スーパーマーケットとドラッグストアが融合した新業態の開発と運営を目的としたイオンウエルシア九州株式会社を設立[39]。
  - 12月1日 - 株式会社ふく薬品の株式の一部を取得し、子会社化。グループ全体でこれまで未展開だった沖縄県へ進出[40]。
- 2023年
  - 1月24日 - 「WAON POINT」サービスの取り扱いを開始（開始当初は一部の店舗に限られる）[41][42]。
  - 3月24日 - グループのドラッグストア全店舗でたばこの取扱いを順次取り止めることを発表[43]。
  - 3月28日 - 「WAON POINT」サービスのグループ全店への導入を完了[注釈 5][注釈 6][44]。
  - 4月1日 - イオンフィナンシャルサービス株式会社並びに株式会社イオン銀行（イオンカード）と協業し、提携クレジットカードの申込・発行を開始[45]。
  - 9月1日 - フードロス削減を目的に、グループ内のドラッグストア全店舗における加工食品の納品期限を緩和（「3分の1」ルールから「2分の1」ルールに変更）[46]。
  - 12月1日 - 子会社のウエルシア薬局株式会社が保有していたウエルシア介護サービス株式会社の発行済株式の全てを現物配当により取得し、当社の子会社となる[47]。
- 2024年
  - 2月28日 - イオンによる主導でツルハホールディングスとの経営統合に向けた協議を開始することで合意[48]。
  - 3月15日 - 情報システムの設計・開発・運用やソフトウェアの受託運用を行う株式会社エクスチェンジの株式全てを取得し、完全子会社化。同時に同社子会社の株式会社エクスチェンジソリューションズと株式会社エクスチェンジクリエイティブもグループ入り（孫会社化）する。
  - 5月1日 - 同日から傘下企業におけるポイントサービスを「WAON POINT」主体に変更。ボーナスポイントなどの付与やお客様感謝デーの対象ポイントカードをVポイント（Tポイント）[注釈 7] からWAON POINTに順次変更する[49]。
  - 6月3日 - 株式会社とをしや薬局を完全子会社化[50]。
  - 9月1日 - 子会社のウエルシア薬局株式会社が同じく子会社の株式会社とをしや薬局を吸収合併[51]。
  - 9月2日 - 株式会社いなげや並びにイオン株式会社から株式会社ウェルパークの株式全てを取得し、完全子会社化[52][53]。
  - 10月1日 - 東京電力ホールディングス株式会社から東電パートナーズ株式会社の株式全てを取得し、完全子会社化。同日付でウエルシアパートナーズ株式会社へ社名変更する[54]。
- 2025年
  - 12月1日 - 株式交換によりツルハホールディングスの完全子会社になる予定。

## 傘下企業
（字下げは孫会社を表す）
- ウエルシア薬局株式会社
  - ウエルシアケアトランスポート株式会社
  - ウエルシアオアシス株式会社
- シミズ薬局株式会社
- 株式会社丸大サクラヰ薬局
- 株式会社よどや
- 株式会社クスリのマルエ
- 株式会社ププレひまわり
- 株式会社コクミン
- 株式会社ふく薬品
- 株式会社ウェルパーク
- 株式会社MASAYA
- ウエルシア介護サービス株式会社 - 2013年3月にドラッグストア事業をウエルシア関東へ継承し、介護事業に特化。2014年5月1日付で寺島薬局株式会社から商号変更[55]。
- ウエルシアパートナーズ株式会社
- ウエルシアリテールソリューション株式会社
- 株式会社エクスチェンジ
  - 株式会社エクスチェンジソリューションズ
  - 株式会社エクスチェンジクリエイティブ

### かつての傘下企業
- 株式会社高田薬局 - 静岡県中心にドラッグストア・調剤薬局。2014年9月1日、ウエルシア関東に吸収合併。
- ウエルシア関西株式会社 - 大阪府中心にドラッグストア・調剤薬局。2012年9月に株式会社イレブンから商号変更[56]。2014年2月からこれまで使用していた「スーパードラッグイレブン」からウエルシア関東と同じ「ウエルシア」に順次屋号変更し、同年7月時点で直営店全店舗が「ウエルシア」への屋号変更を完了している。2014年9月、ウエルシア関東に吸収合併。
- ウエルシア京都株式会社 - 2014年9月1日、ウエルシア関東に吸収合併。
- 株式会社プラドウィン - 2014年12月19日、全株式を売却。
- 有限会社コア・コーポレーション - 2015年2月1日、ウエルシア薬局に吸収合併[57]。
- 有限会社ウィンダー・インク - 2015年2月1日、ウエルシア薬局に吸収合併。
- タキヤ株式会社 - 2015年12月1日、ウエルシア薬局に吸収合併。
- 株式会社CFSコーポレーション - 2016年9月1日、ウエルシア薬局に吸収合併。
- 株式会社CFSサンズ - 2016年9月1日、ウエルシアオアシスに吸収合併。
- 日本橋ファーマ株式会社 - 2017年6月1日、ウエルシア薬局に吸収合併。
- 株式会社一本堂 - 2019年3月1日、ウエルシア薬局に吸収合併。
- 株式会社B.B.ON - 2019年9月、ウエルシア薬局に吸収合併。
- 株式会社函南ショッピングセンター - 2020年3月、ウエルシア薬局に吸収合併。
- 株式会社ネオファルマー - 2021年3月、ウエルシア薬局に吸収合併。
- 株式会社サミット - 2021年3月、ウエルシア薬局に吸収合併。
- 金光薬品株式会社 - 2022年6月、ウエルシア薬局に吸収合併。
- 株式会社とをしや薬局 - 2024年9月、ウエルシア薬局に吸収合併。

## テレビ番組
- 日経スペシャル カンブリア宮殿 便利さを極め街のインフラに! ドラッグストアの新王者・ウエルシア（2018年5月31日、テレビ東京）[58]

## 関連書籍
- 差別化を以て戦わずして勝つ 誇り高き企業集団ウエルシアの挑戦（2020年10月29日、評言社）ISBN 9784828207155